# Santaya (Boqueijón)
Santaya (en gallego y oficialmente, Santaia) es una aldea española situada en la parroquia de Codeso, del municipio de Boqueijón, en la provincia de La Coruña, Galicia.

## Demografía
| Gráfica de evolución demográfica de Santaia entre 2000 y 2018 |
|                                                               |
| Datos según el nomenclátor publicado por el INE.              |